# Merrimack (Nuevo Hampshire)
Merrimack es un pueblo ubicado en el condado de Hillsborough en el estado estadounidense de Nuevo Hampshire. En el Censo de 2010 tenía una población de 25.494 habitantes y una densidad poblacional de 294,64 personas por km².

## Geografía
Merrimack se encuentra ubicado en las coordenadas 42°51′14″N 71°31′15″O / 42.85389, -71.52083. Según la Oficina del Censo de los Estados Unidos, Merrimack tiene una superficie total de 86.53 km², de la cual 84.25 km² corresponden a tierra firme y (2.63%) 2.28 km² es agua.

## Demografía
Según el censo de 2010, había 25.494 personas residiendo en Merrimack. La densidad de población era de 294,64 hab./km². De los 25.494 habitantes, Merrimack estaba compuesto por el 95.04% blancos, el 0.75% eran afroamericanos, el 0.18% eran amerindios, el 1.96% eran asiáticos, el 0.02% eran isleños del Pacífico, el 0.47% eran de otras razas y el 1.58% pertenecían a dos o más razas. Del total de la población el 2.14% eran hispanos o latinos de cualquier raza.